# Lakshmisagara, Bangarapet
Lakshmisagara là một làng thuộc tehsil Bangarapet, huyện Kolar, bang Karnataka, Ấn Độ.